# Nerineidae
Nerineidae zijn een uitgestorven familie van weekdieren uit de klasse van de Gastropoda (slakken).

## Taxonomie
De volgende taxa zijn bij de familie ingedeeld:
- Geslacht  † Nerinea Deshayes, 1827
  -  † Nerinea desvoidyi D'Orbigny, 1921
  -  † Nerinea gachupinae Alencaster, 1977
  -  † Nerinea somaliensis Weir, 1925
- Geslacht  † Aptyxiella Fischer, 1885
- Geslacht  † Cossmannea Pcelincev, 1931
- Geslacht  † Prodiozoptyxis Batten, 1985
- Geslacht  † Ptygmatis Sharpe, 1850